# (18768) Sarahbates
(18768) Sarahbates (1999 JE22) – planetoida z pasa głównego asteroid okrążająca Słońce w ciągu 3,55 lat w średniej odległości 2,33 j.a. Odkryta 10 maja 1999 roku.